# Скнига
Скни́га (Санига) — река в Тульской и Московской областях России, правый приток Оки. Длина — 52 км, площадь водосборного бассейна — 375 км².
Равнинного типа. Питание преимущественно снеговое.

## Притоки (км от устья)
- 7,5 км: река без названия, у с. Паршино (лв)
- 24,5 км: Городенка, у д. Сенино (пр)
- 28 км: река Трешня (пр)

## Описание
На реке находятся село Дворяниново, деревня Злобино, села Сенино, Азаровка, деревня Нижнее Романово, Рождествено. В пределах Московской области на Скниге два моста — железнодорожный (Курское направление МЖД) и автомобильный (шоссе, соединяющее деревни Лукьяново и Подмоклово). Имеет правый приток — реку Трешню.
Система водного объекта: Ока → Волга → Каспийское море.

## Данные водного реестра
По данным государственного водного реестра России относится к Окскому бассейновому округу, водохозяйственный участок реки — Ока от города Калуга до города Серпухов, без рек Протва и Нара, речной подбассейн реки — бассейны притоков Оки до впадения Мокши. Речной бассейн реки — Ока.
Код объекта в государственном водном реестре — 09010100812110000022330.

## Исторические сведения
В середине XVII века на реке были сооружены в селе Ченцово железоделательные и оружейные заводы, где тульские кузнецы обучались оружейному производству у иностранных мастеров. Сёла, расположенные по долине реки, считаются колыбелью российской металлургии. Заводы на Скниге — один из крупнейших и наиболее ранних металлургических (передельных) и металлообрабатывающих комплексов мануфактурного типа в России XVII века.
Река Скнига упоминается в составленной в Разрядном приказе «Книге Большому Чертежу» первой половины XVII века (протограф 1627 года):
… А ниже Тарусы 8 верст пала в Оку река Поротва.
А ниже реки Поротвы пала река Нара, от Поротвы верст з 12 …
… а ниже реки Нары з другои стороны пала в Оку речка Скнига.
А ниже Нары и Скниги на Оке перевоз, а на тот перевоз мимо Серпухова с Москвы дорога на Тулу.
А до Тулы от Серпухова 70 верст …

## Туризм
По Скниге проходит популярный среди туристов маршрут сплава. В период половодья длина пригодного для сплава маршрута составляет 55 километров.
По берегам расположены следующие примечательные места:
- остовы построек старых металлургических заводов в Ченцове;
- близ Ченцова на Скниге и её малых притоках — Ощепе (близ Остреца) и Соломенке (близ Дмитриевского) — остатки заводских плотин;
- села Дмитриевское и Ченцово (церкви, образцы гражданской архитектуры XIX—XX веков);
- усадьба-музей первого русского ученого-агронома, философа, писателя, просветителя XVIII века А. Т. Болотова «Дворяниново».

## Галерея

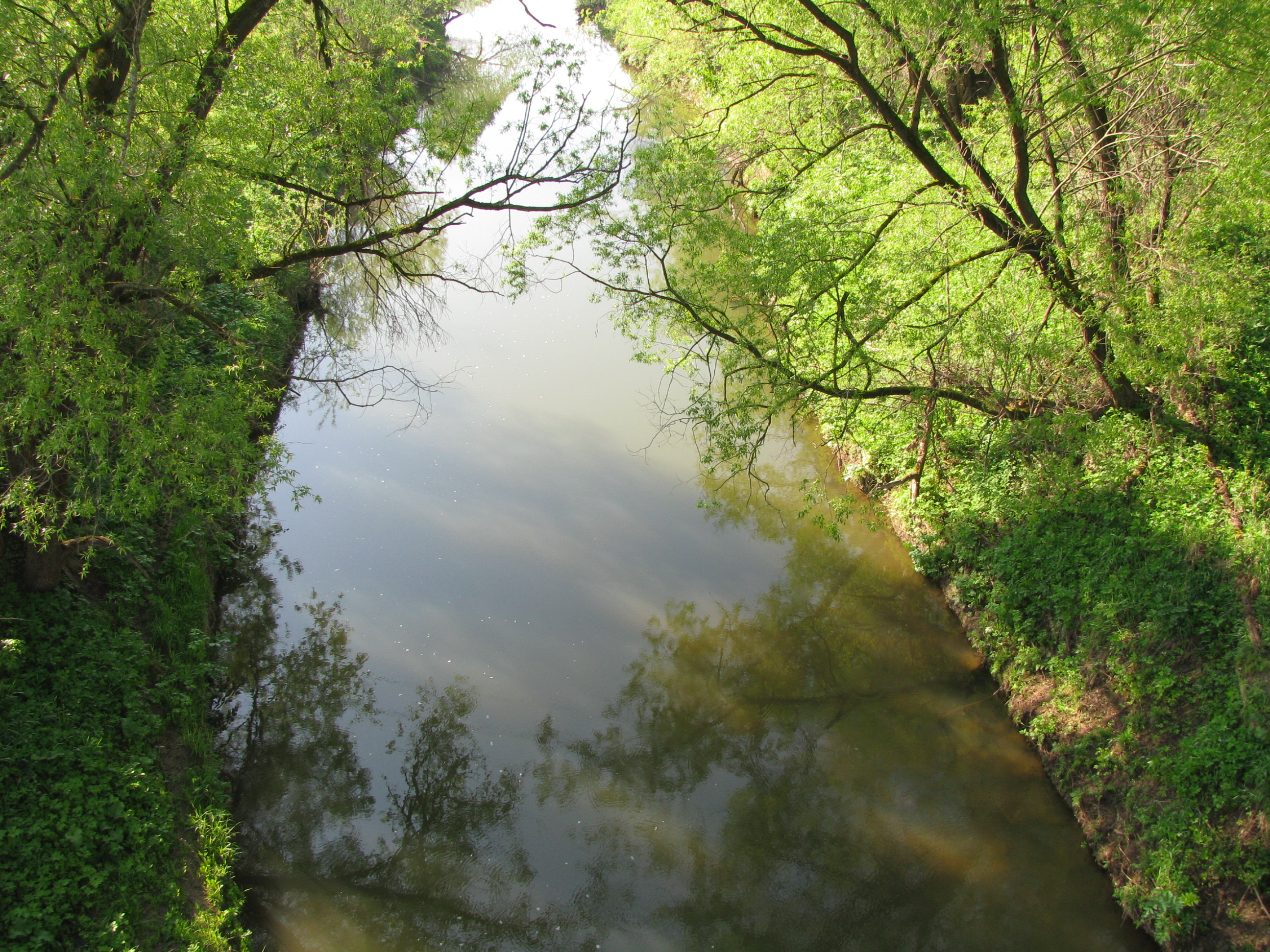
Вид с автомобильного моста, недалеко от устья
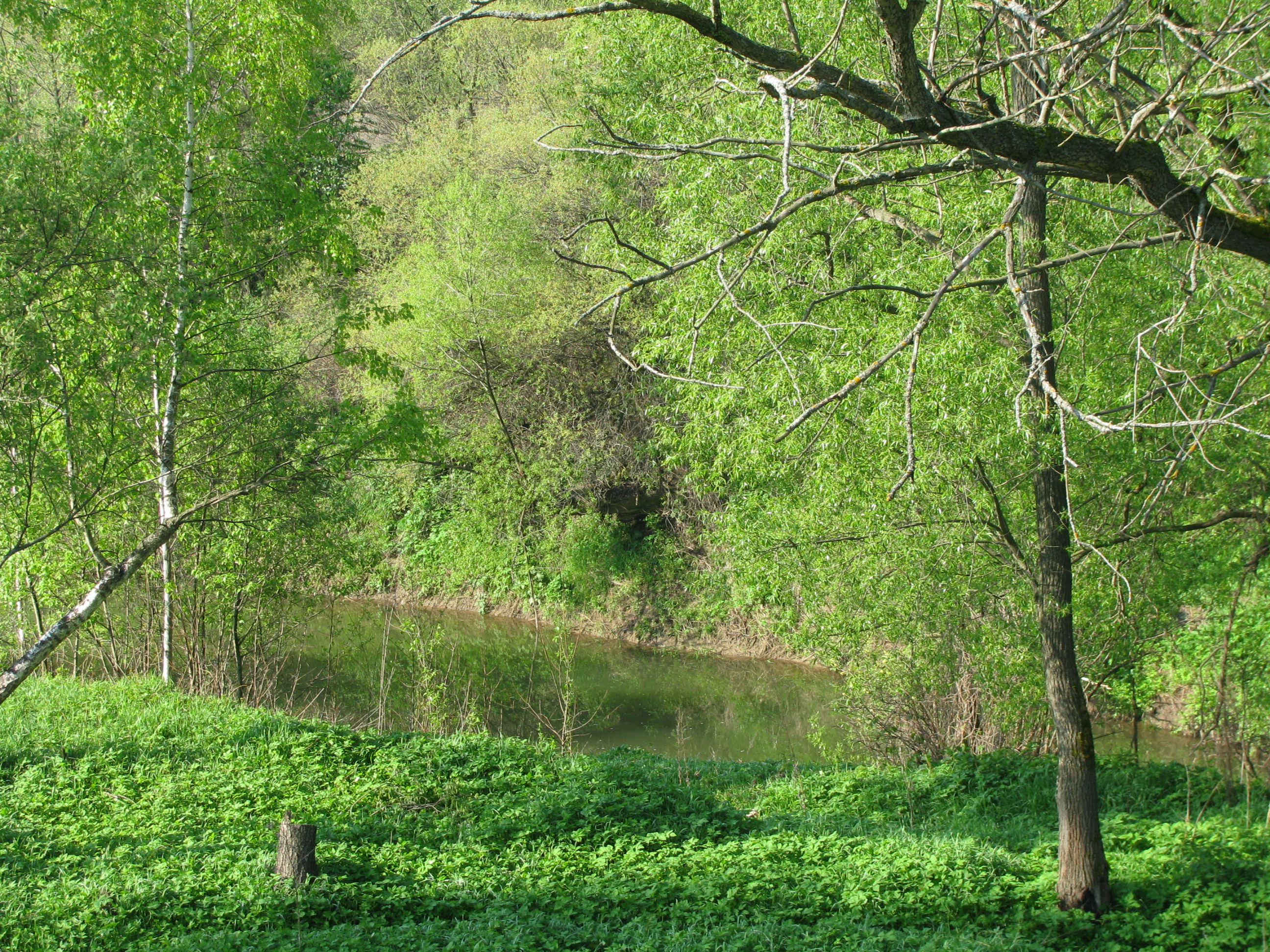
Вид с правого берега реки
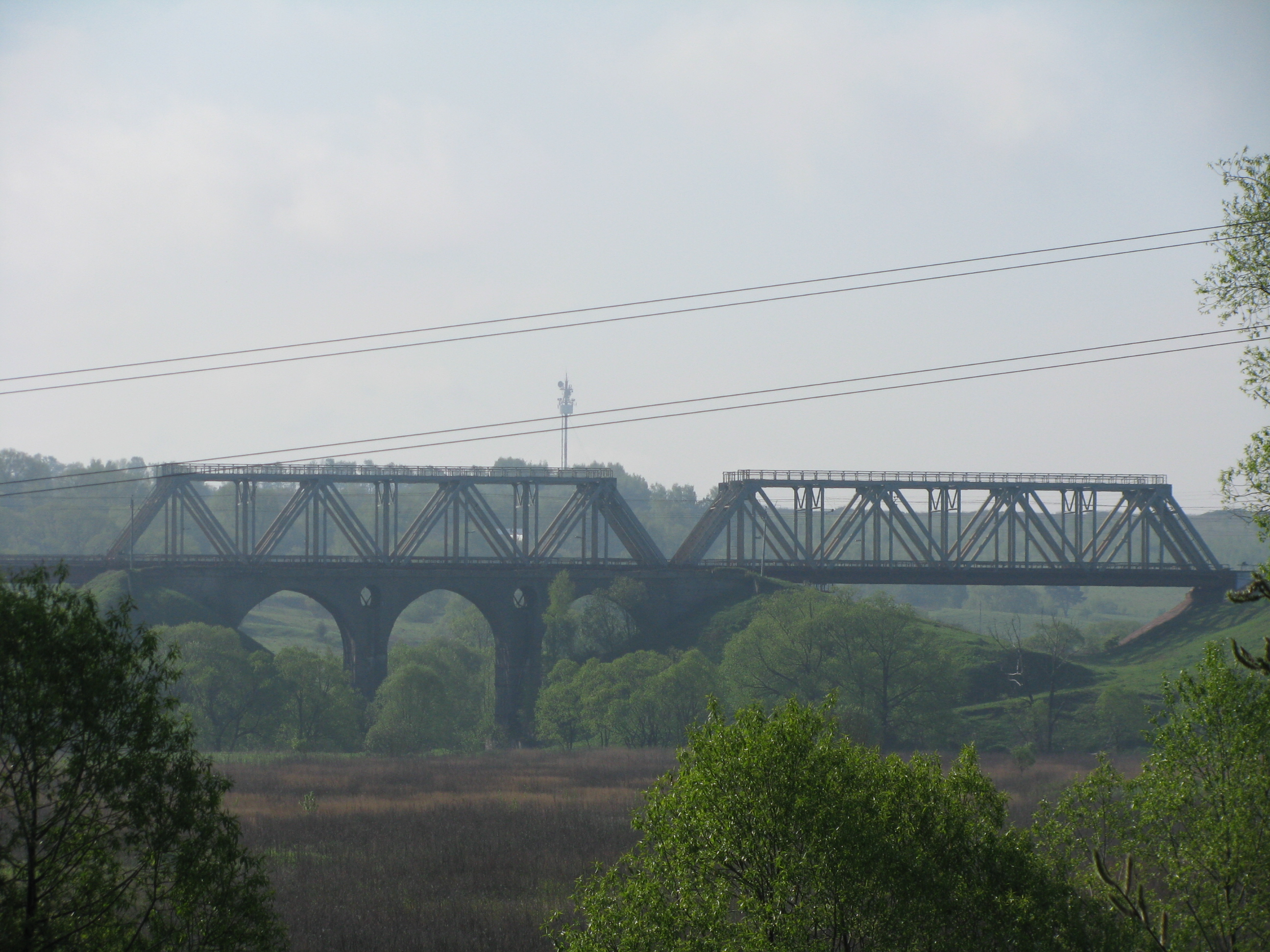
Железнодорожный мост через реку Скнигу
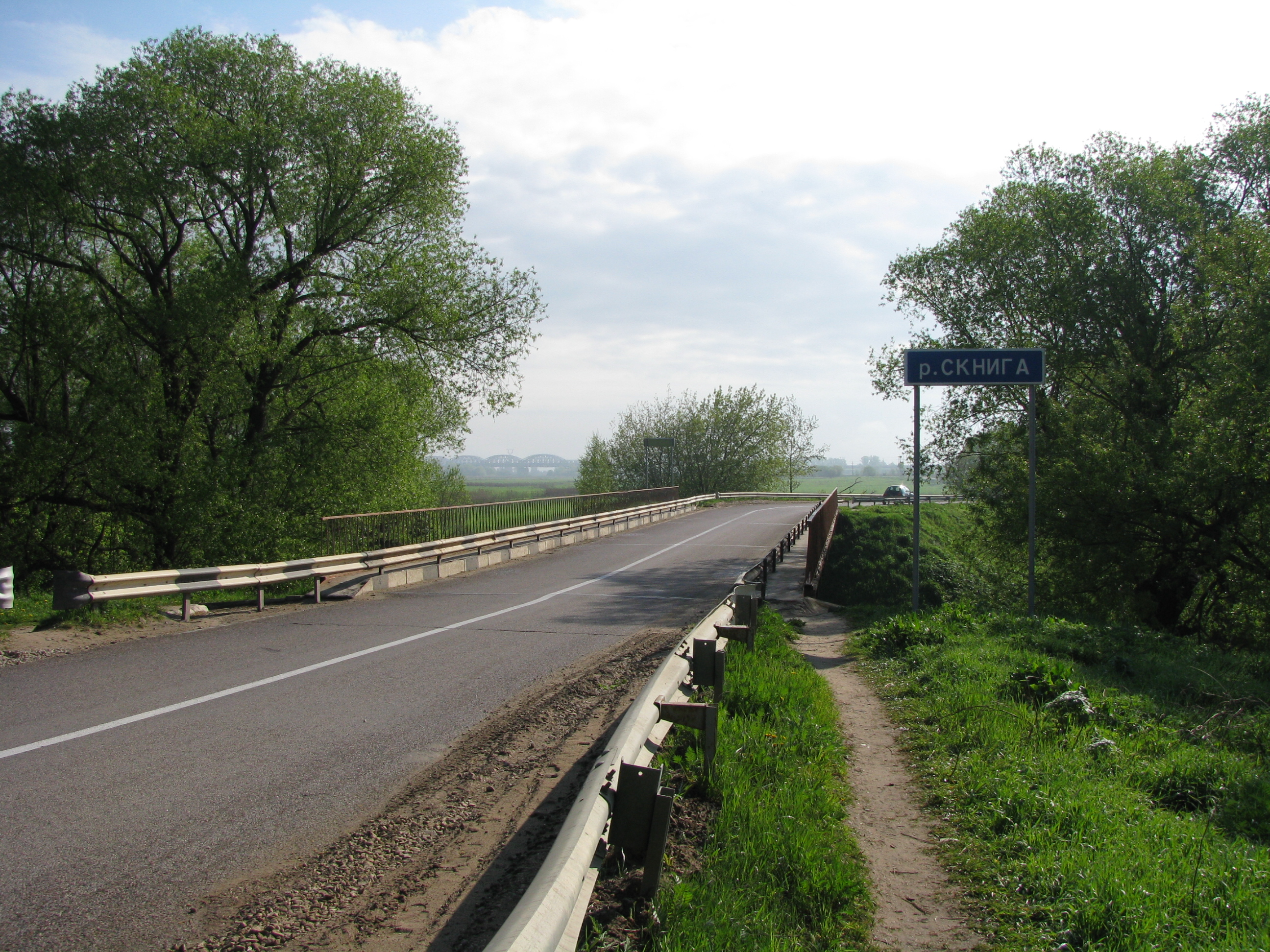
Автомобильный мост через Скнигу